# 마로베이너구

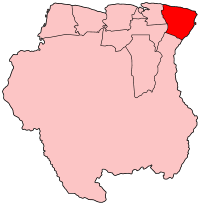
마로베이너 구의 위치

마로베이너구(네덜란드어: Marowijne)는 수리남의 구로 행정 중심지는 알비나이며 면적은 4,627km2, 인구는 18,294명(2012년 기준), 인구 밀도는 4.0명/km2이다. 북쪽으로는 대서양, 동쪽으로는 프랑스령 기아나, 남쪽으로는 시팔리비니 구, 서쪽으로는 코메베이너 구, 파라 구와 접한다. 6개 지방 자치체를 관할한다.